# Ducele Paul Frederic de Mecklenburg
Ducele Paul Frederic de Mecklenburg (germană Herzog Paul Friedrich zu Mecklenburg; 19 septembrie 1852 – 17 mai 1923) a fost membru al Casei de Mecklenburg-Schwerin și general de cavalerie.

## Biografie
Ducele Paul Frederic s-a născut la Castelul Ludwigslust ca al doilea fiu al lui Frederic Francisc al II-lea, Mare Duce de Mecklenburg și a primei lui soții, Prințesa Augusta de Reuss-Köstritz, fiica Prințului Henry LXIII Reuss of Köstritz.
Ducele Paul Frederic s-a căsătorit la Schwerin la 5 mai 1881 cu verișoara lui austriacă, Prințesa Marie de Windisch-Graetz, fiica Prințului Hugo de Windisch-Graetz și a soției acestuia, Ducesa Louise de Mecklenburg-Schwerin. Cuplul a avut cinci copii care au fost crescuți ca romano-catolici, religia Prințesei Marie, și au trăit o viață liniștită la Veneția. În timp ce s-au aflat la Veneția, familia s-a împrietenit cu Cardinalul Sarto (mai târziu Papa Pius al X-lea), care a vizitat de multe ori familia și a acționat ca un consilier spiritual pentru ei.
La 21 aprilie 1884 Ducele Paul Frederic a renunțat la drepturile sale și ale fiilor săi asupra succesiunii Marelui Ducat de Mecklenburg-Schwerin în favoarea fraților mai mici și ale fiilor acestora.  În 1887, Ducele Paul Fredric crescut ca luteran a decis să se convertească la romano-catolicism, religia soției și a copiilor săi. 
În 1906, după supărarea nepotului său Frederic Francisc al IV-lea, Mare Duce de Mecklenburg în legătură cu o sumă de bani pe care el a cheltuit-o, Ducelui Paul Frederic și soției sale li s-a ordonat să se supună controlului regal.
Ducele Paul Frederic a murit la Ludwigslust, la vârsta de 70 de ani.

## Copii
- Ducele Paul Friedrich de Mecklenburg (1882–1904)
- Ducesa Maria Luise de Mecklenburg (1883-1883)
- Ducesa Marie Antoinette de Mecklenburg (1884–1944)
- Ducele Henry Borwin de Mecklenburg (1885–1942) căsătorit cu 1. Elizabeth Tibbits Pratt; 2. Natália Oelrichs  și 3. Carola von Chamisso.
- Ducele Joseph de Mecklenburg (1889-1889)